# Steinhaug
Die Wüstung Steinhaug liegt in der Gemarkung des Dorfes Henfstädt im Landkreis Hildburghausen in Thüringen.

## Geschichte
Bereits im Jahre 890 wurde Steinhaug als Steinhoug bey Henfstädt urkundlich genannt. Die Wüstung liegt in der Nachbarschaft zur Ruine „Steinerne Kirche“ in der Nähe der Ottilienquelle und unweit des Dorfes Henfstädt.
Nach 1300 fielen viele Dörfer wüst, z. B. als Folge verheerender Epidemien. Von manchen Wüstungen ließ
man die Kirche stehen und benutzte sie als Feldkapellen weiter. Im Sprengel der Mutterkirche
Leutersdorf waren das z. B. die „Steinerne Kirche“ bei Themar (Wüstung Steinhaug).